# Wapenrecht (Nederland)
Het wapenrecht is in de heraldiek het recht om een wapen te voeren. Men kon dit recht verkrijgen door verovering, doordat de vorst het verleende en bij adelverheffing. De eenvoudigste manier was door vererving van voorouders.
Wapenrecht in de zin van recht als wetsorde geldt voor Nederland niet omdat Nederland inzake het wapenrecht geen 'door dwang gehandhaafde gedragsregels waarop de overheid toeziet' kent, hetgeen voor meer landen geldt.
Het voeren van een familiewapen is in Nederland vrij voor elke burger. Het is nooit een exclusief recht voor de adel geweest. Het enige exclusieve recht voor de adel is het voeren van het bij koninklijk besluit vastgestelde familiewapen. Dit exclusieve recht geldt eveneens voor de enkele burgerwapens die bij koninklijk besluit of bij besluit van de Hoge Raad van Adel zijn vastgesteld, en bij de Hoge Raad van Adel zijn geregistreerd.
Voor het wapenrecht voor het Koninklijk Huis gelden afwijkende regelen.

## Historische ontwikkeling van het wapenrecht in Nederland
De Noordelijke Nederlanden en het huidige Nederland kenden en kennen in beginsel geen in rechte handhaafbaar recht op wapens, niet in het oud-vaderlandse recht en niet in het huidige recht. Gevolg hiervan is dat heraldische wapens in Nederland niet wettelijk beschermd zijn.

### Middeleeuwen

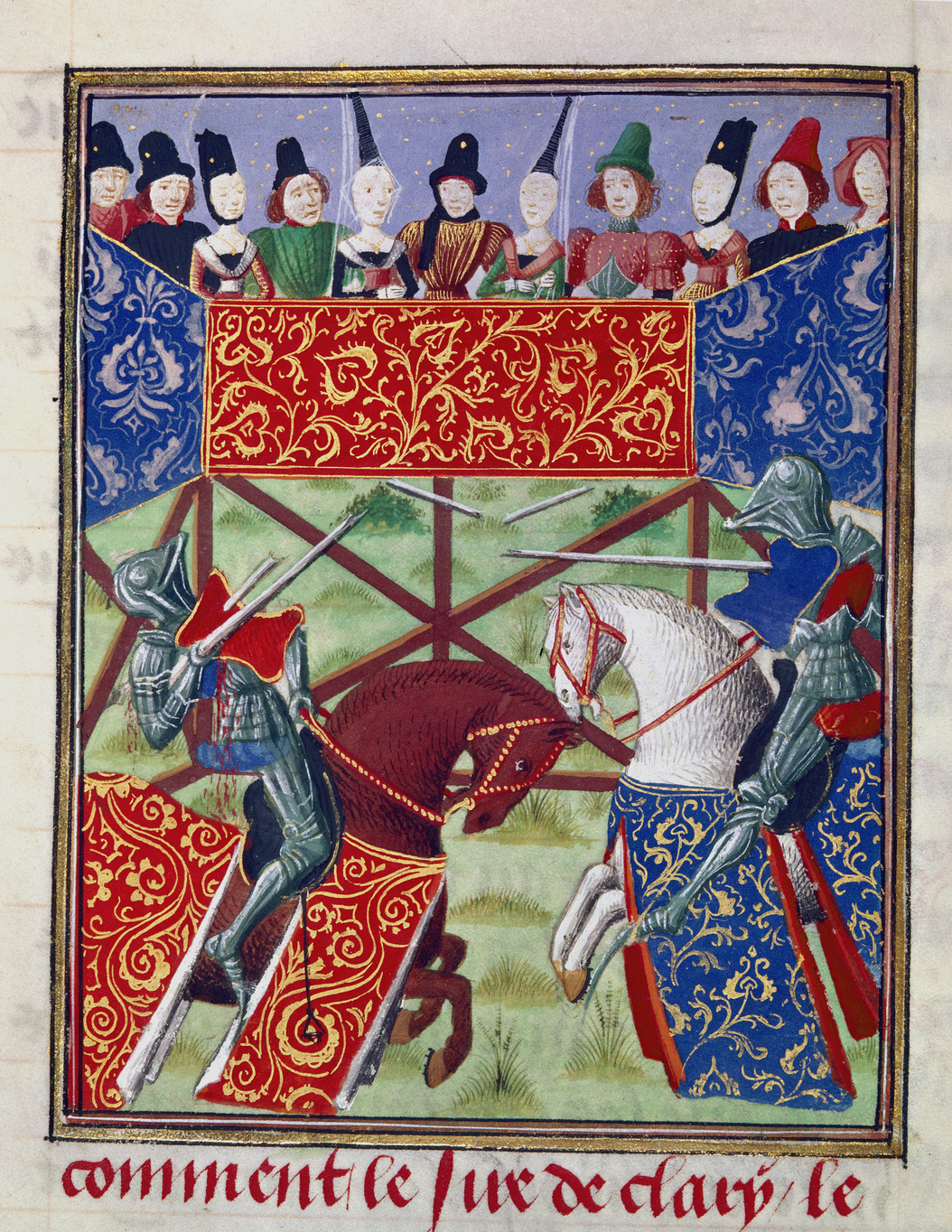
Riddertoernooi tussen 1470 en 1475

De eerste wapenvoerders waren ridders. Het recht van het voeren van een wapen verkreeg men niet door hoge geboorte of een functie als regerend heer nadat men zijn vader in leen opgevolgd was, maar door de ridderlijke waardigheid. De ridderlijke waardigheid verkreeg men door verheffing als ridder nadat men de ridderslag ontvangen had. Het betrof onvrijen uit de ministerialiteit die door hun heer tot ridder geslagen werden. Nadien kon dit recht verkrijgen door verovering, doordat de vorst het verleende en bij adelverheffing. De meest eenvoudige manier was door vererving van voorouders. Aan het einde van de twaalfde eeuw keerde de adel van onder andere Brabant en Midden-Nederland zich weer tot de ridderschap waardoor edelen, vrijen en ministerialen samen de ridderschap vormden en aan wie het wapenrecht toe kwam. In de dertiende eeuw was de juridische betekenis van het wapenrecht dat men behoorde tot de adel. In de middeleeuwen was wapenrecht een ongeschreven gewoonterecht.
De vroege wapenregistraties zijn vastgelegd in de wapenboeken. Bekend voorbeeld is het wapenboek van de heraut van Gelre. Ridders en herauten hadden de opvatting dat het wapenrecht alleen aan ridders toebehoorde. Dat was geen algemene opvatting. Een van de gezaghebbendste juristen uit het midden van de veertiende eeuw, Bartolus de Saxoferrato (1313-1357) bediscussieerde het wapenrecht in zijn Tractatus de insigniis et armis ('verhandeling over onderscheidingstekens en wapens'). Hij stelde dat een ieder het recht heeft een wapen aan te nemen, mits men daarmee niet het wapen van een ander usurpeerde, wederrechtelijk voerde. Een wapen behoefde niet door een vorst of autoriteit verleend te worden.
Veel andere juristen waren van mening dat de vorst het alleenrecht had een wapen te verlenen. Ook in Frankrijk en Engeland waren juristen deze mening toegedaan, waarschijnlijk onder invloed van de toenemende macht van het centrale gezag van de vorst. Uit historisch onderzoek door de gezaghebbende Franse heralducus Paul Adam-Even (1902-1964) is echter gebleken dat in het middeleeuwse Frankrijk elke vrije het recht had een wapen te voeren.
Nadat de ridderklasse gesloten was en men slechts opgenomen werd als men riddermatig van geboorte was, en onderdeel van de adelstand geworden was, werd in de Noordelijke Nederlanden vanaf het midden van de 14e eeuw het wapen erkend voor iedere vrije man. Men kon het eenmaal gevoerde wapen vrij verkopen, schenken of in leen geven zonder toestemming van een regulerende autoriteit. Het wapen kwam na overlijden in de nalatenschap waardoor de oudste zoon het erfde. Het voeren van wapens vanaf de aanvang van de late middeleeuwen behoorde niet tot het exclusieve voorrecht van ridders. Zij wendden wel als eersten een wapen aan als onderscheidingsteken in een veldslag. Nochtans was men vrij een oorspronkelijk wapen te voeren ongeacht de maatschappelijke klasse waartoe men behoorde. In de Lage Landen was destijds de verhouding burgerlijke wapens tegenover de wapens van adellijke families zestig tegen een. Deze burgerlijke wapens waren eigendom van kooplieden, rechtskundigen, ambachtslieden en boeren.

### Nieuwe tijd
De absolute monarchieën kregen na de middeleeuwen de zeggenschap over het wapenrecht. In 1595 verbood Philips II voor de Zuidelijke Nederlanden voor niet-edelen het gebruik van helm en dekkleden bij wapens. In 1616 werd in het Zuiden een edict van kracht dat het onbevoegd voeren van een wapen helemaal verbood. In Frankrijk stelde Lodewijk XIV in 1696 een universeel register in waarvoor leges betaald moesten worden wat in twintig jaar zeven miljoen pond opleverde. Niet-geregistreerde wapens waren verboden.
In de Noordelijke Nederlanden kende men dit soort regelingen niet. Al in de veertiende en vijftiende eeuw zegelden ook niet-adellijke personen, zoals schouten en schepen, in zowel de steden als op het platteland, met wapens. Hugo de Groot, die volger was van Bartolus Saxoferrato, schreef in 1631 dat welgeborenen het recht hadden haer wapen ... opentlick te voeren Volgens zowel De Groot als Simon van Leeuwen was het wapenrecht door het gebruik algemeen geworden.
In het vorstloze tijdperk van de Republiek werden geen adellijke wapens verleend, wel aan dijk- en (hoog)heemraadbesturen en nieuw-ingepolderde gebieden zoals de Schermer en de Beemster. Tijdens de Republiek ontbrak elk heraldisch gezag.

## Sancties onrechtmatig gebruik
Historisch zijn er weinig procedures bekend waarin het voeren van een heraldisch wapen in het geding was. En de enkele procedures die bekend zijn uit de zeventiende, achttiende en negentiende eeuw waarin het wapenrecht betrokken was gingen in essentie over adeldom in verband met belastingvrijstelling of bevoegdheden in (ambachts)heerlijkheden. Of het ging om het verkrijgen van het wapenrecht, zoals blijkt uit de uitspraak van 20 december 1648 van het Hof van Gelre in de zaak Van Balveren. De natuurlijke dochter van vader Christoffel de oude, Johanna, wordt gewettigd. Zij wordt niet van adel maar blijft een burgerstandts persoene. Wel krijgt zij het recht de naam en het wapen van haar vader te voeren ... dat sij oock sal moegen voeren den naem ende wapenen van haeres vaders familie.

### Adellijk eergeweld
Het (vermeend) onrechtmatig voeren van een wapen werd in de oostelijke Nederlanden tot in de zeventiende eeuw met de wapenen bestreden. De hoge mate van geweldsbereidheid tijdens de Republiek had bij de Oost-Nederlandse adel een lange en sterke traditie waar zelfs doden bij vielen. Dit had te maken met het slecht ontwikkelde rechterlijk bestel en de gebrekkige traditie van staatsvorming in dit gebied, maar vooral met het adellijke eerbegrip. Adellijk eerbegrip verwees naar een door God op grond van 'edele' deugden verleende en door het bloed doorgegeven aanspraak op macht, voorrang en geweldsuitoefening. Een voorbeeld is Jan de Rode, die uit een Borculose bastaardlijn van de Rode van Heeckerens stamde, en met eergeweld te maken kreeg. Hij voerde het ongebroken wapen van De Rode, waarop de gebroeders Wolter en Joost de Rode van Heeckeren persoonlijk alle wapenglazen en wapenstenen van het huis in Borculo vernielden. Over Jan III van Arkel is een sage bekend waarbij hij een duel aanging met een Italiaanse edelman om het gevoerde wapen.

### (Nieuw) Burgerlijk Wetboek

Familiewapen Rietstap

De in het verleden gevoerde processen leiden niet tot de conclusie dat er in Nederland sprake is van een in rechte handhaafbaar recht op familiewapens. Al in het oud-vaderlandse recht en ook onder het (Nieuw) Burgerlijk Wetboek is men vrij elk wapen te voeren mits het niet al bij een ander in gebruik is. Het onrechtmatig voeren van een wapen is slechts aan te vechten als men kan bewijzen dat er sprake is van een onrechtmatige daad ingevolge art. 162 van het BW Boek 6 (voorheen art. 1401 Burgerlijk Wetboek). Een dergelijk bewijs is moeilijk te leveren.
Een voorbeeld van een geüsurpeerd familiewapen is dat van de heraldicus Johannes Rietstap. Het is opgenomen in zijn monumentale werk Armorial Général, 2e herz. en verm. druk, dl. II, pag. 572 onder de naam Rietstap (anciennement te Reestap et te Rietstap). In hetzelfde deel neemt de heraldicus op pagina 216 eenzelfde wapen op onder 'Meyer, P. d'Utrecht'. Rietstaps familie zal geen wapen hebben gehad. Zijn vader was boekhouder in Rotterdam, zijn grootvader kantoorbediende in Den Haag, diens vader kwam uit een boerengezin in Dinxperlo in Gelderland. Het wapen van de familie Meyer is beschreven in een manuscript van een wapenboek van vier families dat zich bevindt in het Museum Meermanno in Den Haag. De familie Meyer blijkt een aanzienlijk geslacht uit het Sticht te zijn. Er is geen alliantie Rietstap × Meyer bekend. Het is onwaarschijnlijk dat de grootmeester in de heraldiek gefaald heeft waarmee slechts overblijft dat hij zich het Meyer-wapen onrechtmatig heeft toegeëigend.
In beginsel geldt voor adellijke wapens hetzelfde als voor familiewapens. Adellijke wapens hebben het voordeel dat ze bij Koninklijk Besluit vastgesteld zijn en geregistreerd zijn in een openbaar register waardoor men zich nooit kan beroepen op het feit dat men onbekend is met het wapen. Tenzij het voeren van een dubbelwapen al zo oud is dat er geen sprake is van usurpatie. Voorbeeld is het wapen dat sinds de vijftiende eeuw door zowel de riddermatige familie De Vos van Steenwijk als door het voorname Drentse eigenerfdengeslacht Hiddingh gevoerd wordt. Het is de De Vos van Steenwijks nooit gelukt het voeren van het wapen door de Hiddinghs te verbieden.
Ook voor publiekrechtelijke lichamen, met name gemeenten geldt in beginsel hetzelfde. Gemeentewapens worden na advies van de Hoge Raad van Adel bij Koninklijk Besluit vastgesteld en geregistreerd door de HRvA. Gemeentewapens komen expliciet aan de gemeenten toe. Bij brief van 3 september 1979 gaf de Minister van Binnenlandse Zaken de gemeenten twee richtlijnen om zich te vrijwaren tegen misbruik van haar wapen. Ten eerste rechtsvordering op grond een onrechtmatige daad volgens art. 1401 BW, vervangen door art. 162 BW Boek 6. Ten tweede het opnemen van een bepaling in de algemene politieverordening waarin het gebruik van het gemeentewapen aan banden wordt gelegd.

### Strafrecht
In de bestuursvergadering van 14 december 1894 van het Genealogisch Genootschap werd door baron Snouckaert de vraag gesteld op wettelijke bepaling de bewering is gegrond, dat een niet-adellijk persoon kan worden verboden, het wapen te voeren van een bestaand adellijk geslacht. In de vergadering van 14 juni 1895 kwam het antwoord van een hoogleraar strafrecht:  dat voor zoover Nederland betreft geene onzekerheid bestaat, daar Art. 435 van het W. van Strafrecht, wel straft het voeren van een Nederlandschen adellijken titel of het dragen van een nederlandschen ordeteeken, of het aannemen van een vreemd ordeteeken, titel, rang of waardigheid zonder 'sKonings verlof, maar niet gewaagt van het onbevoegd gebruiken van een anders familiewapen.
Het huidige art. 435, anno 2015, beperkt zich nog steeds tot de titel en het ordeteken. Er kan dus geen beroep gedaan worden op enig strafbepaling wat betreft welk wapen dan ook.

### Merkenrecht
De enige manier om voor een heraldisch wapen bescherming te verkrijgen is het als merk in te laten schrijven bij een merkenbureau, zoals het Benelux-Bureau voor de Intellectuele Eigendom (BBIE) in Den Haag, het Europese merkenbureau Harmonisatiebureau voor de interne markt (BHIM) in Alicante of een ander merkenbureau. Voorwaarde is dan dat het wapen gebruikt wordt ter onderscheiding van waren of diensten. Dat zal echter voor de meeste wapens, of het nu adellijke, overheids of burgerlijke wapens zijn, niet gelden.
Het wapen is bij het BBIE als creatie vast te leggen als i-Depot. Dat geeft geen wettelijke bescherming en geen (intellectueel) eigendom. Het wapen krijgt een datumstempel, waarmee het document als wettelijk bewijsstuk ingebracht kan worden bij een conflict en een eventuele civiele procedure.

## Wapenregistratie
In Nederland worden wapens voor adellijke families en publiekrechtelijke lichamen door de Kroon verleend, na advisering door de Hoge Raad van Adel. Het wapen wordt na goedkeuring bij koninklijk besluit vastgesteld. De Hoge Raad van Adel heeft naast haar adviserende rol onder andere als taak het wapen te registreren en te publiceren.
In Nederland staat het de burgers en bedrijven vrij om te kiezen en het voeren van een wapen. Een geregistreerd burgerwapen wordt in Nederland overigens niet beschermd. Voor burgers was het Centraal Bureau voor Genealogie van 1971 tot en met 2014 een van de mogelijkheden om een familiewapen te laten registreren. Nog altijd bestaat de mogelijkheid om bij verschillende al dan niet commercieel getinte organisaties een wapen te laten registreren. Men kan een wapen wettelijk laten beschermen door het te laten registreren bij een merkenbureau zoals het Benelux-Bureau voor de Intellectuele Eigendom hoewel dat weinig meerwaarde biedt tenzij het wapen vanuit commercieel onderscheidend is van de diensten van anderen door gebruikmaking van het wapen als merk.

### Friesland
De Fryske Rie foar Heraldyk is een raadgevende instantie voor de overheid, gemeenten en dorpen, bedrijfsleven, families, enz. in de provincie Friesland. Registratie van burgerlijke wapens is uitsluitend mogelijk voor personen die een band met de provincie hebben, de Nederlandse nationaliteit hebben en in Friesland wonen of van Friese afkomst zijn.
adelaar · Agnus Dei · alliantiewapen · andreaskruis · ankerkruis · armoriaal · baldakijn · barensteel · bezant · Bourgondisch kruis · brisure · cartouche · centaur · cordelière · dekkleed · dorpsvlag · dorpswapen· drieberg · dubbelkoppige adelaar · dwarsbalk · fleur de lis · fleuron · Friese adelaar · gaande leeuw · gecarteleerd · Gelderse leeuw · gepaald · gravenkroon · groot wapen · griffioen · hartschild · helmkroon · helmteken · heraldische kleur · herautstuk · hermelijn · hoed · Hollandse tuin · huismerk · Jeruzalemkruis · karbonkel · keizerskroon · keper · koek · kromstaf · kroon · krukkenkruis · kwartier · kwartileren · kwartierzoom · leeuw · markiezenkroon · merlet · molenijzer · motto · muurkroon · nassaublauw · natuurlijke kleur · Nederlandse leeuw · Nederlandse Maagd · ombrellino · ordeketen · palen · pentagram · pijlenbundel · raadselwapen · raaf · respectant · riddertoernooi · rijksbanier · rijkskleuren · rijksstandaard · rijkswapen · roos · Rudolfinische keizerskroon · Saksenros · Saladins Adelaar · scharlakenrood · schildhoofd · schildhouder · schildvoet · schildzoom · schoof · schuinbalk · schuinstreep sinister · sinister · sleutels van Petrus · socialistische heraldiek · sprekend wapen · stadskleuren · standaard · stedenmaagd · ster · tinctuur · vair · vermeerdering · vlag · vorstenhoed · vrijheidshoed · vrijkwartier · vrouwenwapen · wapen · wapenbelasting · Wapenboek Beyeren · Wapenboek Gelre · wapenbord · wapendiploma · wapendier · wapenkast · wapenkoning · wapenmantel · wapenrecht · wapenrol · wapenstier · wapentent · wassende en afnemende maan · Waterlandse zwaan · Westfriese boomwapens · wildeman · wolfsangel · wrong